# Nitcho Reinhardt
Nitcho Reinhardt est un guitariste français de jazz manouche né à Verdun le 22 avril 1988.

## Biographie
Nitcho commence la guitare en autodidacte à quinze ans.

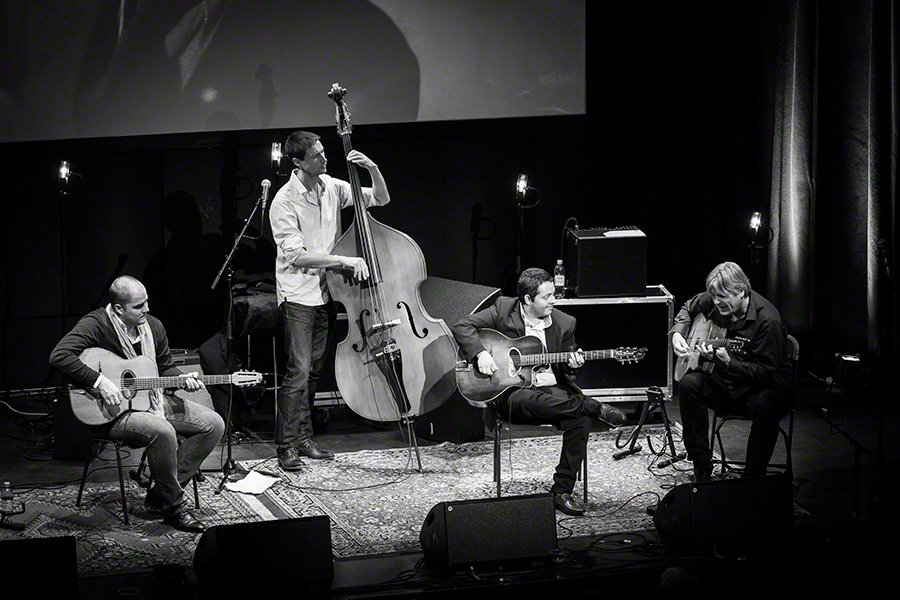
En 2016 au Django-festivalen avec Jon Larsen.

Il commençait avec ses frères Youri et Tony et sortaient un premier album, « Latcho Dives » en 2007 puis se professionnalise après la rencontre avec Thierry Chanteloup, en 2008 il est remarqué par une victoire au tremplin Musiques et Terrasses . Il joue et compose aussi.

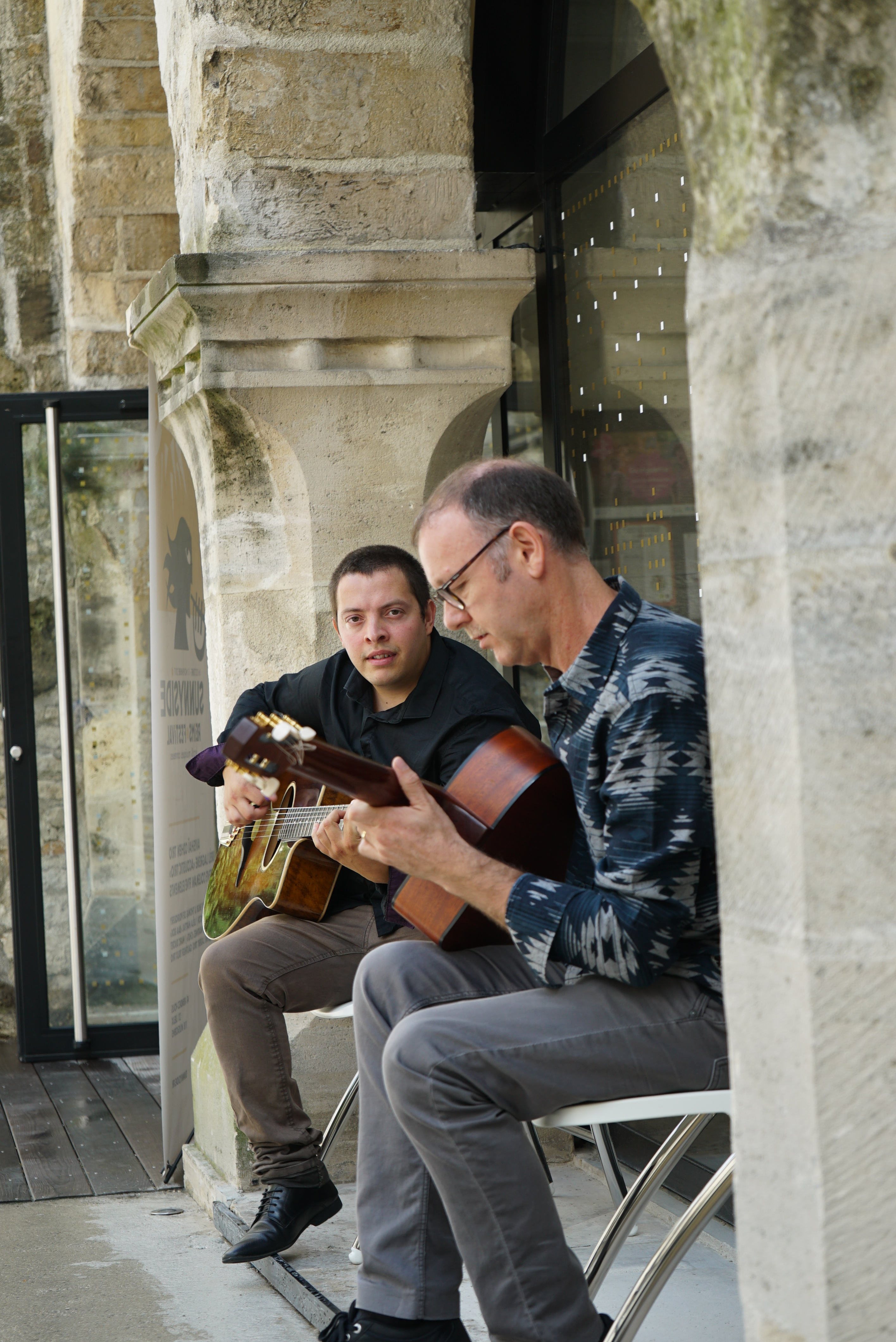
En duo avec Christophe Lartilleux, en 2017 à Reims.

## Discographie
- 2008 : Latcho Dives.
- 2011 : Une Histoire[6].
- 2018 : Geronimo.